# 長崎県の市町村歌一覧
長崎県の市町村歌一覧（ながさきけんのしちょうそんかいちらん）は、日本の長崎県に属する市町村で制定されている、もしくは過去に制定されていた市町村歌などの自治体歌やそれに準じた楽曲の一覧である。なお、一覧の順序は全国地方公共団体コード順による。

## 概説
長崎市と佐世保市は共に昭和初期から市歌を制定しており、長崎市では当時の市歌が現在も存続しているのに対し佐世保市では戦後に2代目の市歌へ代替わりしている。その他の市では昭和の大合併で成立した市が早期に市歌を制定したのに対し、平成の大合併で成立した市は壱岐市や五島市など島嶼が早期に市歌を制定する傾向が見られる反面、本土ではやや低調な傾向がある。町部では町民音頭のみを制定している東彼杵郡の2町を含めて全ての町が何らかの楽曲を制定している。
なお、五島列島では全ての市町で市歌・町歌が制定されており、五島市と新上五島町ではさだまさしが作曲を手掛けている。

## 市部
長崎市
- 長崎市歌[1] - 1933年（昭和8年）12月1日制定

作詞：松原清美 作曲：橋本國彦
例規集では作詞者の氏名がなく「長崎市教育会編」とされている。
- 長崎市民歌 - 1959年（昭和34年）制定[3]

作詞・作曲：長崎市選定 編曲：古関裕而
市制70周年記念。作詞・作曲とも一般公募を実施し、作詞部門は「新日本の歌」や「海をこえて友よきたれ」で知られる土井一郎（筆名「青井果」）、作曲部門は鈴木重の応募作が入選となったが、レコードではこの2名がクレジットされず「長崎市選定」とされている。
佐世保市
- 佐世保市歌[4] - 1952年（昭和27年）4月1日制定

作詞：辻井一郎 補作：吉田絃二郎 作曲：堀内敬三
2代目の市歌である。
島原市
- 島原市民の歌

作詞：宮崎康平 作曲：古関裕而
諫早市
- 諫早市歌 - 1950年（昭和25年）10月制定

作詞：西川好次郎 作曲：伊藤英一
「和歌山県民歌」と同じ作詞者である。
大村市
- 大村市歌[5] - 1952年（昭和27年）制定

作詞：大村市選定 補作：福田清人 作曲：信時潔
市制10周年記念。
平戸市
- 明日への架け橋

作詞：辻井修 作曲：髙木東六
松浦市
- ともに未来へ[7] - 2016年（平成28年）1月16日制定

作詞：縣恒則 作曲：黒澤吉徳
市制10周年記念。
対馬市
- （未制定）

対馬6町合併協議会では、市歌の制定に関する取り決めは特に行われなかった。ただし、合併前から対馬全域のイメージソングとして「夢、この街」（作詞・作曲：梅野昌宏）があり、市内の防災無線で時報に採用されている。
壱岐市
- 壱岐洋洋[8] - 2005年（平成17年）3月1日制定

作詞：藤本健人 作曲：小椋佳 編曲：川辺真
合併1周年記念。
五島市
- 燦々と[9] - 2006年（平成18年）制定

作詞：川口早苗 補作・作曲：さだまさし
西海市
- SAIKAI[10] - 2014年（平成26年）11月発表

作詞：BabyM 作曲：Baby M、SADA
市制10周年記念イメージソング。
雲仙市
- 雲仙市の歌[11] - 2017年（平成29年）11月20日制定

作詞：石原一輝 作曲：矢賀部竜成
南島原市
- （未制定）

雲仙地域合併協議会（雲仙合併協議会とは異なる）では、市歌の制定に関する取り決めは特に行われなかった。

## 町部
西彼杵郡長与町
- 明日をひらく[12]

作詞：山田喜孝 作曲：指方浩
西彼杵郡時津町
- 風景のある町 - 1991年（平成3年）制定

作詞：野村耕三 作曲：鈴木英明
町イメージソング。
東彼杵郡東彼杵町
- 東彼杵町町歌

東彼杵郡川棚町
- 川棚音頭

東彼杵郡波佐見町
- 波佐見音頭 - 1966年（昭和41年）6月発表

作詞：原鴻一郎 作曲：深町一郎
北松浦郡小値賀町
- 小値賀町町民歌[13]

作詞：保泉一生 作曲・編曲：寺本建雄
- われらの島 小値賀[13]

作詞：石塚克彦 作曲・編曲：寺本建雄
町民愛唱歌。
北松浦郡佐々町
- 佐々町町歌 - 1981年（昭和56年）制定

南松浦郡新上五島町
- 五つ星[14] - 2005年（平成17年）制定

作詞：坪井久智 補作・作曲：さだまさし
合併1周年記念。

## 廃止された市町村歌
佐世保市
- 佐世保市歌（旧）[15] - 1928年（昭和3年）8月29日制定

作詞：八波則吉 作曲：島崎赤太郎
初代の市歌である。詞・曲とも著作権の保護期間を満了（パブリックドメイン）。
福江市
- 福江市歌